# Hinterweg

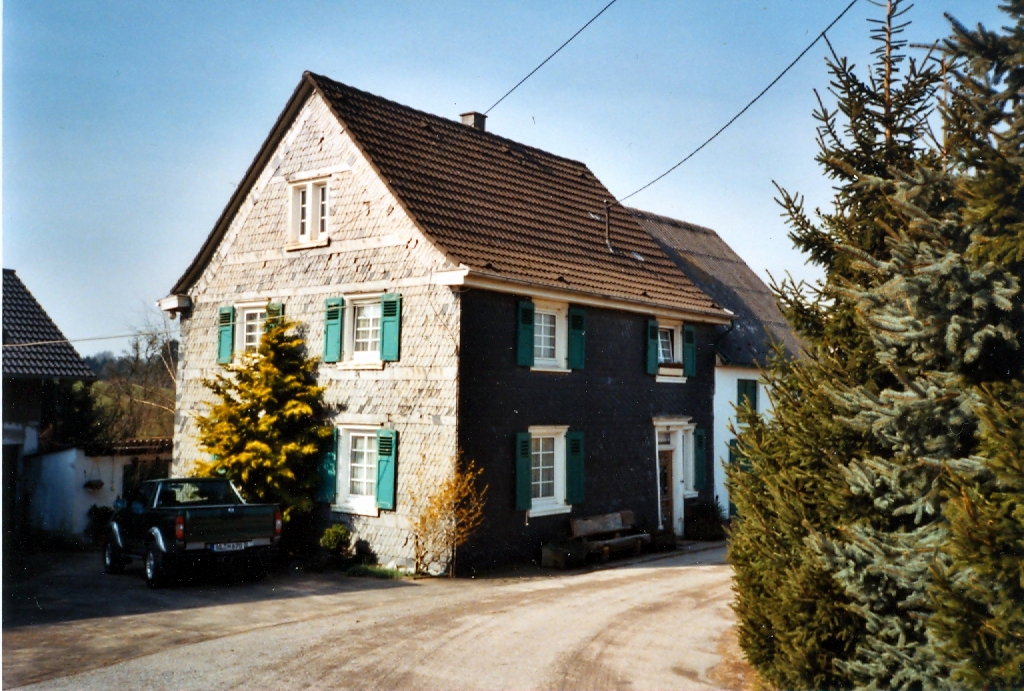
Der Hof Hinterweg 2005

Der aus vier Häusern bestehende Hof Hinterweg liegt am Rande der Stadt Burscheid nordöstlich von Hilgen.

## Lage
In Hinterweg befindet sich der höchste Punkt des Burscheider Stadtgebiets. Er liegt 251 Metern über Normalnull und befindet sich in unmittelbarer Nähe zur Stadtgrenze zu Wermelskirchen.

## Geschichte
Die Erstnennung des Hofes findet sich im Jahre 1378. In dieser Urkunde bekennt ein Gerhard van Waldenberg genannt Schynkerl den Hof zum „Henterweg“ im Kirchspiel von Burscheid von Godart van Loen, Herr zu Heinsberg, zum rechten Mannlehen empfangen zu haben. Im Jahre 1384 kauft die Abtei Altenberg vor den Schöffen von Burscheid für 368 Mark kölnisch von Pilgrim von Waldenberg den Hof Hinterwegen mit dem Wald genannt der „Trappynberch“. Es siegeln sein Vater Pilgrim und der Schultheiß zu Burscheid. Herzog Wilhelm von Berg befreit 1393 die dem Kloster Altenberg zugehörigen Besitzungen von den daraus zu leistenden Abgaben und Lasten, ausgenommen das Hunnenamt. 
Im Jahre 1813 wird die Größe des Gutes mit 73 Morgen Ackerland und 58 Morgen Waldungen angegeben. Davon werden ausdrücklich das Haus und 19 Morgen als im Kanton Wermelskirchen gelegen bezeichnet. 1820 kauft Peter Johann Faßbender auf der Leyen das Gut von der königlich-preußischen Domänenverwaltung, es wird als 63 Morgen groß bezeichnet. Im Jahr 1891 verkaufte Brandweinbrenner Otto Pfeiffer an Hermann Rübenstrunck die auf dem Land gebaute Brennerei.